# Charles Lee (cestista)
Charles Gregory Lee (Washington, 11 novembre 1984) è un allenatore di pallacanestro ed ex cestista statunitense.